# Den anerkendende tilgang
Den anerkendende tilgang kommer fra den engelske strømning Appreciative inquiry. Det er et pædagogisk greb der går ud på at undersøge hvad der virker og hvorfor det virker, og på den måde blive klogere på hvordan den ønskede adfærd kan opnås. Eksempelvis kan læreren i et klasselokale rose de elever der sidder pænt og beskrive hvorfor det er godt, frem for at skælde ud på dem der vipper på stolen. På denne måde er der fokus på det, der er positivt, og de der vipper på stolen kan nu se, hvad de skal gøre, og hvad der er ønsket af dem. Dette sker ikke altid i situationer, hvor de blot får at vide, at det de gør er forkert.